# Henoteism
Henoteism (av grek. heis, genitiv henos "en" och theos "gud"), inom religionsfilosofi en gudsuppfattning som betonar en guds hegemoni, men som inte utesluter andra gudars existens.